# Dislocazione a sinistra
La dislocazione a sinistra, nella grammatica della lingua italiana, indica l'anteposizione (o lo "spostamento a sinistra") di un componente della proposizione, rispetto alla posizione che occuperebbe normalmente.
Ad esempio, si può dire a tutti compreremo un gelato e rinunciare all'ordine della frase più comune, che sarebbe  compreremo un gelato a tutti.
Strettamente legato alla dislocazione a sinistra è l'uso pleonastico del pronome complemento (A me mi piace).

## L'ordine della frase e la ripetizione del pronome in italiano
L'italiano è una lingua che costruisce normalmente la frase secondo l'ordine Soggetto Verbo Oggetto. È quindi il caso normale che il predicato normalmente preceda l'oggetto (per esempio un complemento oggetto o un complemento di termine);
- Voglio la mela
- La mela interessa a lui

D'altro canto, talvolta il complemento finisce per occupare il primo posto nella costruzione della frase:
- La mela, voglio
- A lui interessa la mela

Un problema che si pone in questi costrutti, soprattutto nel primo, è che a seconda del contesto possono risultare più o meno opportuni: il primo non è sempre accettabile, mentre il secondo potrebbe sembrare inconsueto a un parlante non scolarizzato, ad esempio a un bambino, che potrebbe percepirlo come lacunoso. Per queste ragioni, è normale ricorrere ai meccanismi grammaticali tipici dell'italiano parlato: questi prevedono che quando l'oggetto viene anteposto, il verbo venga accompagnato da un pronome clitico (negli esempi: la, gli).
- La mela la voglio
- A lui gli interessa la mela

Dei costrutti del genere si ottengono con i pronomi personali e i clitici ci e ne: A Roma ci vado; di tempo ne ho abbastanza; a te ci penso subito; a noi ci piace; alle bambine gli facciamo un regalo. Si parla di dislocazione a sinistra con la ripresa del clitico: in questi casi viene formato un costrutto ridondante: il complemento viene infatti indicato due volte. Questa soluzione viene scelta assai spesso.

## Le ragioni della dislocazione a sinistra
La dislocazione a sinistra (soprattutto quella con la ripresa del pronome) è, in italiano, uno dei mezzi più efficaci per mettere in evidenza una parte dell'enunciato (negli esempi: la mela; a lui). Questa parte del costrutto costituisce, secondo Gaetano Berruto, il "centro di interesse comunicativo della frase". Il complemento anteposto può, ad esempio, indicare il tema della conversazione.
La specificazione ridondante dell'oggetto, similmente, riguarda il fenomeno opposto a quello in questione, chiamato dislocazione a destra.
Giacché il doppio uso del pronome viene comunemente stigmatizzato, è chiaro che questo viene limitato ad alcuni registri linguistici più bassi.

## Costrutti sintattici con la dislocazione a sinistra
A me mi costituisce sicuramente l'esempio più classico di dislocazione a sinistra con ripresa del clitico (mi): è un fenomeno molto diffuso e quindi particolarmente adatto a esemplificare i vari costrutti sintattici con la dislocazione.
L'espressione a me mi ricorre nel discorso quasi sempre all'inizio di una proposizione oppure, più raramente, subito dopo il soggetto:
- Tu a me non mi puoi mica dare del cretino come se nulla fosse!

Il pronome sta normalmente per il complemento di termine: a me mi pare, a me mi piace, ecc., ma sporadicamente anche per esprimere il complemento oggetto:
- Ma tu a me mi ami o no?

In questo caso, la costruzione sarà particolarmente stigmatizzata.
Fra i pronomi me e mi possono trovarsi intercalati altri sintagmi: a me non mi piace, a me il professore mi ha dato un sette e mezzo, ecc.

## Correttezza grammaticale
La ripresa del clitico viene spesso considerata come uno degli errori più comuni della lingua italiana e ricorre talora nello scritto e nel parlato più pianificato con fini parodici. La ripresa del clitico viene talvolta chiamata con il termine, piuttosto dispregiativo, di uso pleonastico del pronome. Va però detto che l'accostamento dei due pronomi col medesimo significato si può riscontrare, a seconda del contesto, in molti autori classici della lingua italiana. In effetti, non esiste regola che vieti la ripetizione successiva di più parole con il medesimo significato: in alcuni dialetti, come in toscano il raddoppiamento del pronome personale dativo è un fenomeno morfologico piuttosto frequente e non viene considerato come un pleonasmo scorretto; in genovese, alla seconda persona singolare, è di regola: ti t'ê ('tu sei'). Il fenomeno è perfettamente normale anche nella lingua spagnola (a mí me gusta); in italiano non è considerato un errore da tutti i grammatici.
Anche il linguista Aldo Gabrielli scrive in proposito: «Non è errore, non è da segnare con matita blu, e nemmeno con matita rossa. Qui pure si tratta semplicemente d'un di quei casi in cui la grammatica concede l'inserzione in un normale costrutto sintattico di elementi sovrabbondanti al fine di dare alla frase un'efficacia particolare, un particolare tono. È insomma uno dei tanti accorgimenti stilistici di cui tutte le lingue fanno uso».
Secondo Giovanni Nencioni, presidente onorario dell'Accademia della Crusca, non si tratterebbe di una ripetizione, la quale implica identità con l'elemento ripetuto, né di un riempitivo, il quale implica superfluità e inutilità.
La costruzione è da considerarsi corretta nell'italiano parlato più spontaneo, come quello riprodotto in questo famoso esempio letterario:
(Alessandro Manzoni, I promessi sposi, cap. XVI)
La sua opportunità va in ogni caso giudicata in base al contesto (registro linguistico, tipo di testo, ruolo del parlante nella conversazione, grado di pianificazione dell'enunciato, ecc.).